# Russell (Minnesota)
Russell is een plaats (city) in de Amerikaanse staat Minnesota en valt bestuurlijk gezien onder Lyon County.

## Demografie
Bij de volkstelling in 2000 werd het aantal inwoners vastgesteld op 371.
In 2006 is het aantal inwoners door het United States Census Bureau geschat op 338, een daling van 33 (-8.9%).

## Geografie
Volgens het United States Census Bureau beslaat de plaats een oppervlakte van
2,4 km², waarvan 2,3 km² land en 0,1 km² water. Russell ligt op ongeveer 464 m boven zeeniveau.

## Plaatsen in de nabije omgeving
De onderstaande figuur toont nabijgelegen plaatsen in een straal van 20 km rond Russell.